# Lista ssaków Niemiec

Niemcy

Oto lista gatunków ssaków zarejestrowanych w Niemczech. Wśród gatunków ssaków 1 jest krytycznie zagrożony, 3 są zagrożone oraz szereg bliskich zagrożenia. Trzy gatunki uznane zostały za lokalnie wymarłe. Poniższe skróty zostały użyte do oznaczenia statusu ochrony każdego gatunku wg IUCN.
| Skrót | Rozwinięcie          | Typ zagrożenia                                    |
| ----- | -------------------- | ------------------------------------------------- |
| EX    | wymarły              | gatunki wymarłe                                   |
| EW    | wymarły na wolności  | wymarłe w stanie dzikim                           |
| CR    | krytycznie zagrożone | najbardziej zagrożone gatunki                     |
| EN    | zagrożone            | wysokie ryzyko wymarcia w niedalekiej przyszłości |
| VU    | narażone             | mogą wymrzeć stosunkowo niedługo                  |
| NT    | bliskie zagrożenia   | gatunki bliskie zaliczenia do kategorii narażone  |
| LC    | najmniejszej troski  | gatunki pospolite, szeroko rozprzestrzenione      |
| DD    | brak danych          | trudne do określenia                              |
| ♣     | introdukowany        |                                                   |

## Rząd:Rodentia(gryzonie)

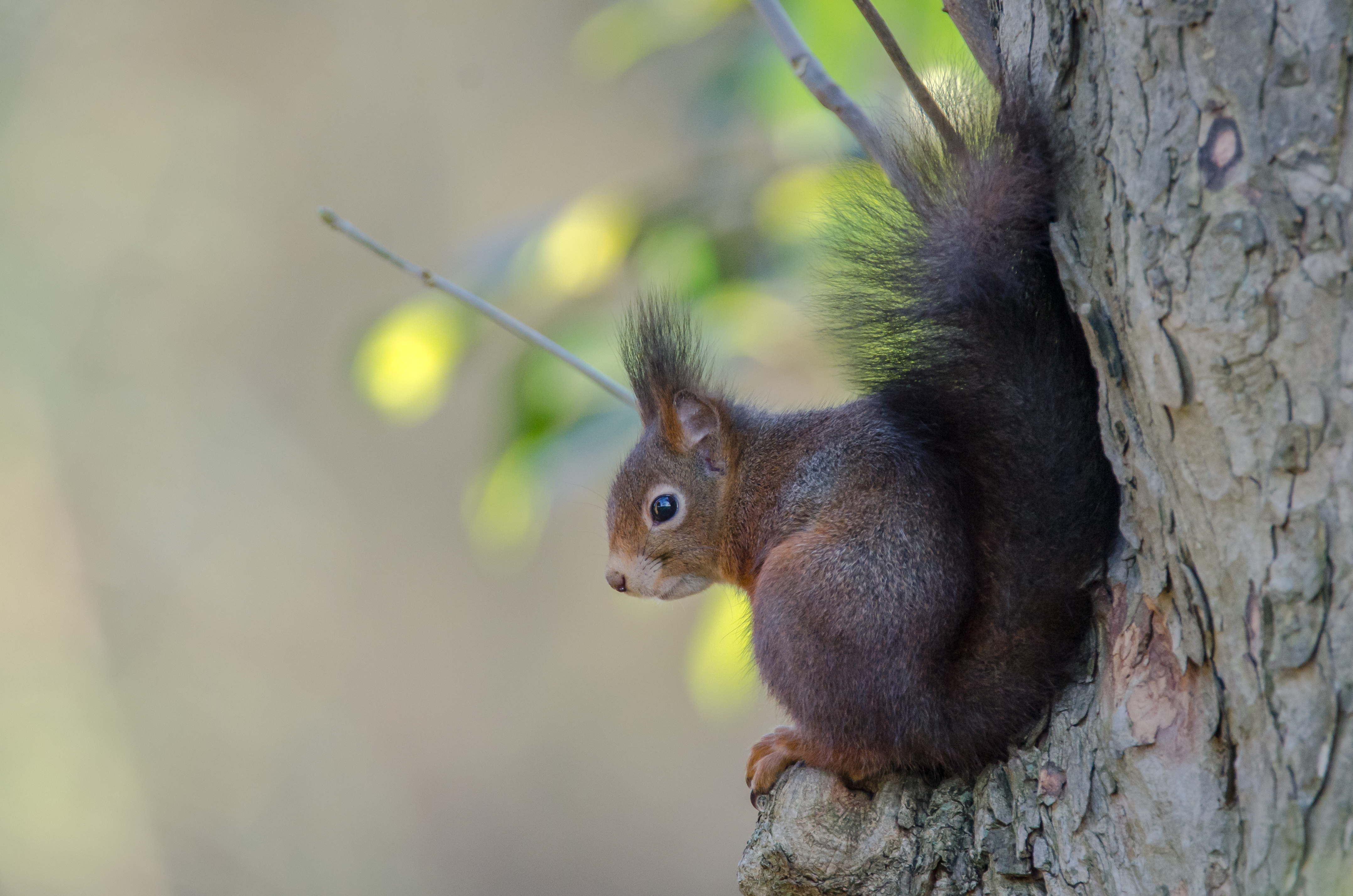
Wiewiórka pospolita

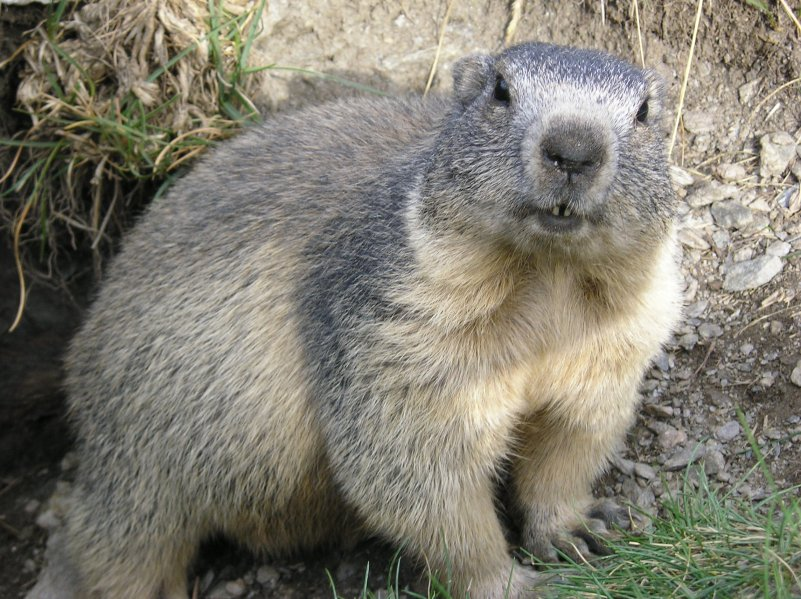
Świstak alpejski

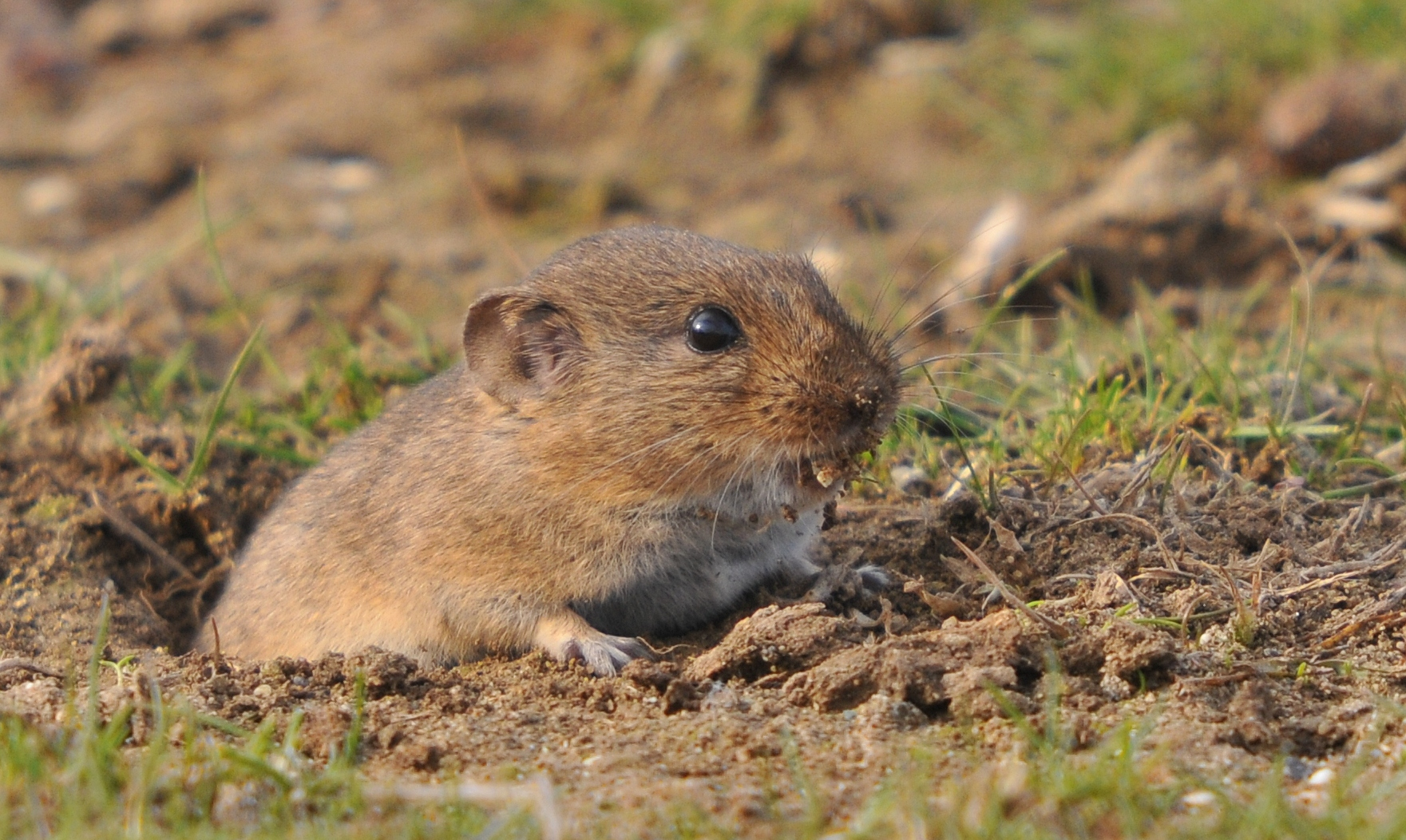
Nornik bawarski

Gryzonie stanowią największą grupę ssaków, ponad 40% ich gatunków. Mają dwa siekacze w górnej i dolnej szczęce, które stale rosną i muszą być skracanie przez przeżuwanie.
- Podrząd: Castorimorpha (bobrokształtne)
  - Rodzina: Castoridae (bobrowate)
    - Rodzaj: Castor (bóbr)
      - Bóbr europejski Castor fiber LC[1]

- Podrząd: Sciuromorpha (wiewiórkokształtne)
  - Rodzina: Sciuridae (wiewiórkowate)
    - Podrodzina: Sciuridae (wiewiórkowate)
      - Plemię: Sciurini (wiewiórki)
        - Rodzaj: Sciurus (wiewiórka)
          - Wiewiórka pospolita Sciurus vulgaris LC[2]

    - Podrodzina: Xerinae (afrowiórki)
      - Plemię: Marmotini (świstaki)
        - Rodzaj: Marmota (świstak)

      - Świstak alpejski Marmota marmota LC
        - Rodzaj: Spermophilus (suseł)
          - Suseł moręgowany Spermophilus citellus VU

  - Rodzina: Gliridae (popielicowate)
    - Podrodzina: Leithiinae (koszatki)
      - Rodzaj: Dryomys (koszatka)
        - Koszatka leśna Dryomys nitedula LC

      - Rodzaj: Eliomys (żołędnica)
        - Żołędnica europejska Eliomys quercinus NT[3]

      - Rodzaj: Muscardinus (orzesznica)
        - Orzesznica leszczynowa Muscardinus avellanarius LC

    - Podrodzina: Glirinae (popielice)
      - Rodzaj: Glis (popielica)
        - Popielica szara Glis glis LC

  - Rodzina: Cricetidae (chomikowate)
    - Podrodzina: Cricetinae (chomiki)
      - Rodzaj: Cricetus (chomik)
        - Chomik europejski Cricetus cricetus LC

    - Podrodzina: Arvicolinae (karczowniki)
      - Rodzaj: Arvicola (karczownik)
        - Karczownik ziemnowodny Arvicola amphibius LC[4]

      - Rodzaj: Myodes (nornica)
        - Nornica ruda Myodes glareolus LC

      - Rodzaj: Microtus (nornik)
        - Nornik bury Microtus agrestis LC
        - Nornik zwyczajny Microtus arvalis LC
        - Nornik bawarski Microtus bavaricus DD
        - Nornik północny Microtus oeconomus LC
        - Nornik darniowy Microtus subterraneus LC

  - Rodzina: Muridae (myszy, szczury, norki, myszoskoczki, chomiki)
    - Podrodzina: Murinae (myszy właściwe)
      - Rodzaj: Apodemus (myszarka)
        - Myszarka polna Apodemus agrarius LC
        - Myszarka leśna Apodemus flavicollis LC
        - Myszarka zaroślowa Apodemus sylvaticus LC

      - Rodzaj: Micromys (badylarka)
        - Badylarka pospolita Micromys minutus LC

      - Rodzaj: Mys (mysz)
        - Mysz domowa Mus musculus LC[5]

      - Rodzaj: Rattus (szczur)
        - Szczur wędrowny Rattus norvegicus LC

## Rząd:Lagomorpha(zajęczaki)
- Rodzina: Leporidae (króliki, zające)
  - Rodzaj: Oryctolagus (królik)
    - Królik europejski Oryctolagus cuniculus ♣ EN[6]

  - Rodzaj: Lepus (zając)
    - Zając szarak Lepus europaeus LC[7]
    - Zając bielak Lepus timidus LC

## Rząd:Erinaceomorpha(jeże)
- Rodzina: Erinaceidae (jeżowate)
  - Podrodzina: Erinaceinae (jeże)
    - Rodzaj: Erinaceus (jeż)

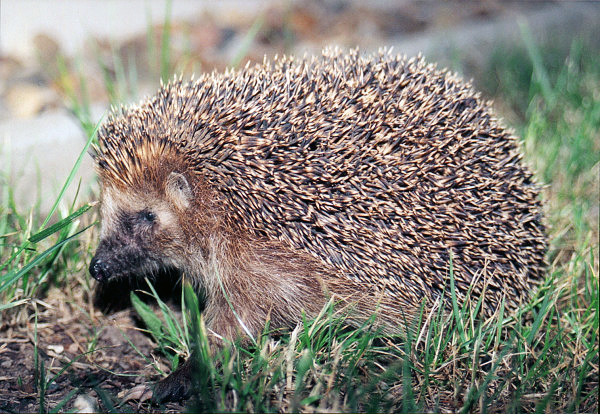
Jeż zachodni

      - Jeż zachodni Erinaceus europaeus LC[8]

## Rząd:Soricomorpha(ryjówki, krety i myszoryjki)

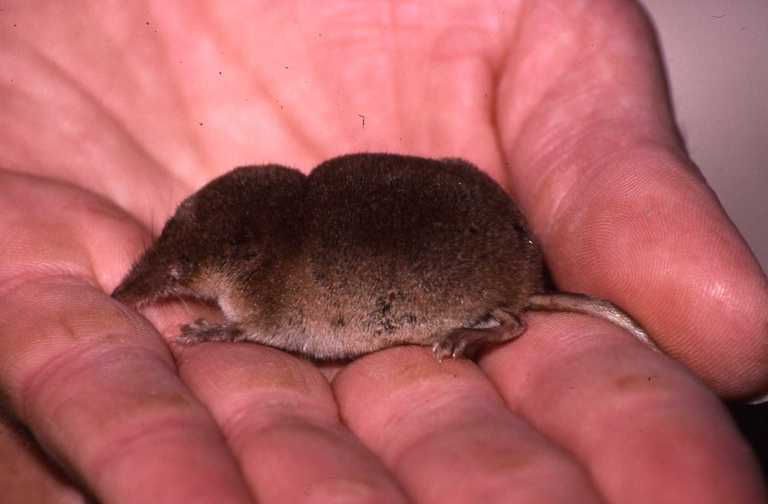
Ryjówka zwieńczona

- Rodzina: Soricidae (ryjówkowate, sorki)
  - Podrodzina: Crocidurinae (zębiełki)
    -       - Rodzaj: Crocidura (zębiełek)
        - Zębiełek białawy Crocidura leucodon LC
        - Zębiełek myszaty Crocidura russula LC
        - Zębiełek karliczek Crocidura suaveolens LC

  - Podrodzina: Soricinae (ryjówki)
    - Plemię: Nectogalini (wodoryjki)
      - Rodzaj: Neomys (rzęsorek)
        - Rzęsorek mniejszy Neomys anomalus LC
        - Rzęsorek rzeczek Neomys fodiens LC

    - Plemię: Soricini (ryjówki)
      - Rodzaj: Sorex (ryjówka)
        - Ryjówka górska Sorex alpinus LC
        - Ryjówka aksamitna Sorex araneus LC
        - Ryjówka zwieńczona Sorex coronatus LC
        - Ryjówka malutka Sorex minutus LC
- Rodzina: Talpidae (kretowate)
  - Podrodzina: Talpinae (krety)
    - Plemię: Talpini
      - Rodzaj: Talpa (kret)
        - Kret europejski Talpa europaea LC

## Rząd:Chiroptera(nietoperze)

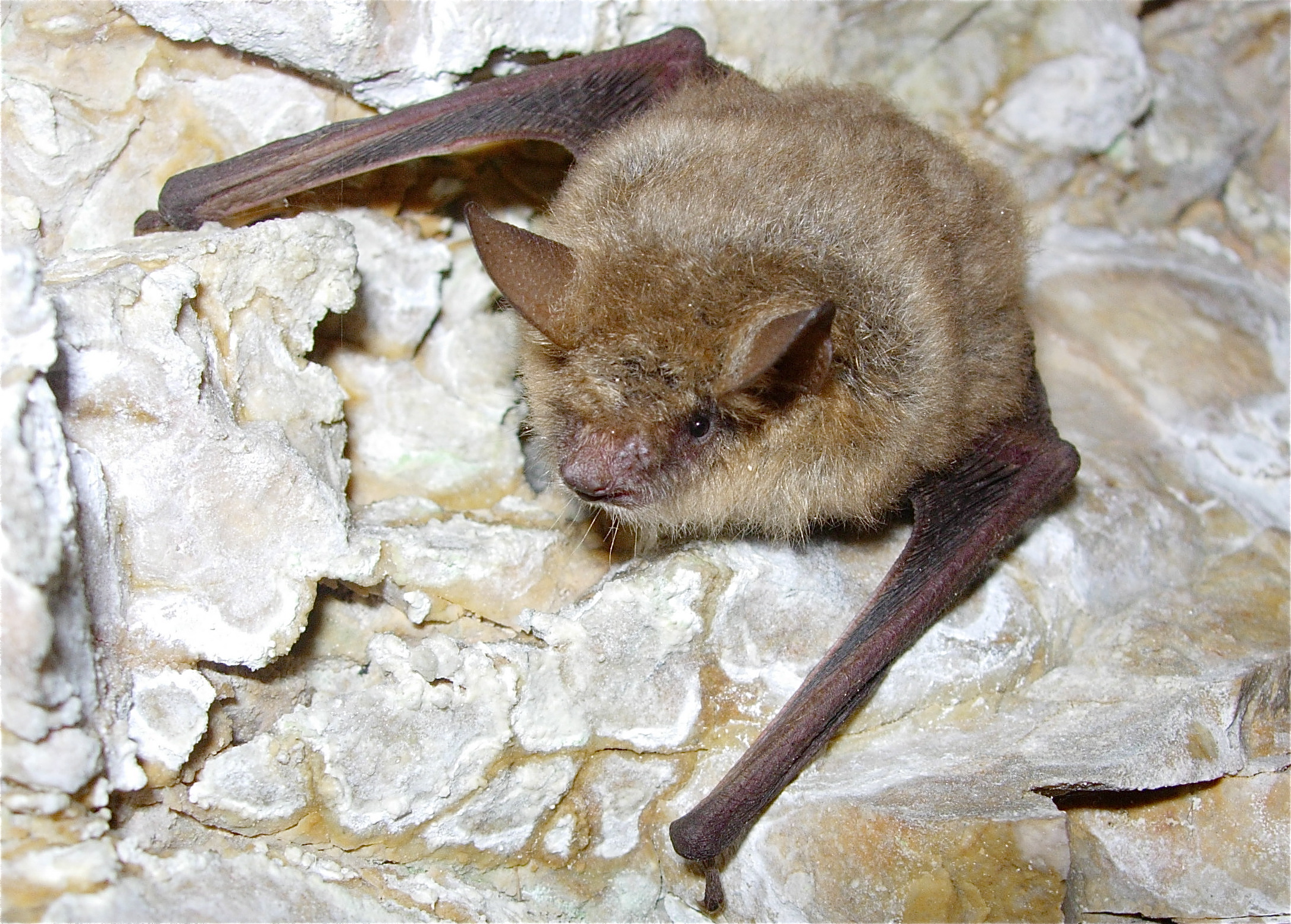
Nocek orzęsiony

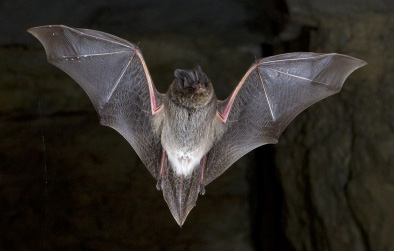
Mopek zachodni

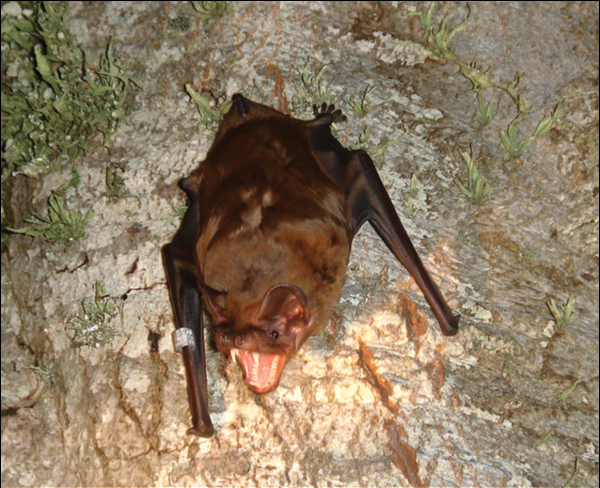
Borowiec olbrzymi

- Rodzina: Vespertilionidae (mroczkowate)
  - Podrodzina: Myotinae (nocki) 
    - Rodzaj: Myotis (nocek)
      - Nocek Bechsteina Myotis bechsteinii NT[9]
      - Nocek wschodni Myotis blythii NT[10]
      - Nocek Brandta Myotis brandti LC
      - Nocek rudy Myotis daubentonii LC
      - Nocek orzęsiony Myotis emarginatus VU
      - Nocek wąsatek Myotis mystacinus LC
      - Nocek Natterera Myotis nattereri LC

  - Podrodzina: Vespertilioninae (mroczki) 
    - Rodzaj: Barbastella (mopek)
      - Mopek zachodni Barbastella barbastellus VU

    - Rodzaj: Eptesicus (mroczek)
      - Mroczek pozłocisty Eptesicus nilssoni LC
      - Mroczek późny Eptesicus serotinus LC

    - Rodzaj: Hypsugo (Przymroczek)
      - Przymroczek Saviego Hypsugo savii EX[11]

    - Rodzaj: Nyctalus (borowiec)
      - Borowiec olbrzymi Nyctalus lasiopterus NT[12]
      - Borowiec leśny Nyctalus leisleri LC[13]
      - Borowiec wielki Nyctalus noctula LC[14]

    - Rodzaj: Pipistrellus (karlik)
      - Karlik większy Pipistrellus nathusii LC[15]
      - Karlik malutki Pipistrellus pipistrellus LC

    - Rodzaj: Plecotus (gacek)
      - Gacek brunatny Plecotus auritus LC
      - Gacek szary Plecotus austriacus LC

    - Rodzaj: Vespertilio (mroczak)
      - Mroczak posrebrzany Vespertilio murinus LC

- Rodzina: Molossidae (molosowate)
  - Podrodzina: Molossinae (molosy)
    - Rodzaj: Tadarida (molosek)
      - Molosek europejski Tadarida teniotis LC

- Podrząd: Pteropodiformes (rudawkokształtne)
  - Rodzina: Rhinolophidae (podkowcowate)
    - Podrodzina: Rhinolophinae
      - Rodzaj: Rhinolophus (podkowiec)
        - Podkowiec duży Rhinolophus ferrumequinum LC
        - Podkowiec mały Rhinolophus hipposideros LC

## Rząd:Cetacea(walenie)
- Podrząd: Mysticeti (fiszbinowce)
  - Rodzina: Balaenidae (walowate)
    - Rodzaj: Eubalaena (waleń)
      - Waleń biskajski Eubalaena glacialis CR lub EX

  - Rodzina: Balaenopteridae (płetwalowate)
    - Podrodzina:  Balaenopterinae
      - Rodzaj: Balaenoptera (płetwal)
        - Płetwal karłowaty Balaenoptera acutorostrata LC[16]
        - Płetwal czerniakowy Balaenoptera borealis EN
        - Płetwal zwyczajny Balaenoptera physalus EN
        - Płetwal błękitny Balaenoptera musculus EN

      - Rodzaj: Megaptera (długopłetwiec)
        - Długopłetwiec oceaniczny Megaptera novaeangliae LC
- Podrząd: Odontoceti (zębowce)
  - Rodzina: Monodontidae (narwalowate)
    - Rodzaj: Monodon (narwal)
      - Narwal jednozębny Monodon monoceros DD

    - Rodzaj: Delphinapterus (białucha)
      - Białucha arktyczna Delphinapterus leucas NT

  - Rodzina: Ziphiidae (zyfiowate)
    - Rodzaj: Ziphius (zyfia)
      - Zyfia gęsiogłowa Ziphius cavirostris DD

    - Rodzaj: Hyperoodon (butlogłów)
      - Butlogłów północny Hyperoodon ampullatus DD

    - Rodzaj: Mesoplodon (dziobowal)
      - Dziobowal dwuzębny Mesoplodon bidens DD

  - Rodzina: Delphinidae (delfinowate)
    - Rodzaj: Delphinus (delfin)
      - Delfin zwyczajny Delphinus delphis LC

    - Rodzaj: Tursiops (butlonos)
      - Butlonos zwyczajny Tursiops truncatus DD

    - Rodzaj: Stenella (delfinek)
      - Delfinek pręgoboki Stenella coeruleoalba LC

    - Rodzaj: Lagenorhynchus (delfinowiec)
      - Delfinowiec białoboki Lagenorhynchus acutus LC
      - Delfinowiec białonosy Lagenorhynchus albirostris LC

    - Rodzaj: Grampus (risso)
      - Risso szary Grampus griseus DD

    - Rodzaj: Globicephala (grindwal)
      - Grindwal długopłetwy Globicephala melas LC

    - Rodzaj: Pseudorca (szablogrzbiet)
      - Szablogrzbiet waleniożerny Pseudorca crassidens DD

    - Rodzaj: Orcinus (orka)
      - Orka oceaniczna Orcinus orca DD

- Rodzina: Phocoenidae (morświnowate)
  - Rodzaj: Phocoena (morświn)
    - Morświn zwyczajny Phocoena phocoena LC lub VU
- Rodzina: Physeteridae (kaszalotowate)
  - Rodzaj: Physeter (kaszalot)
    - Kaszalot spermacetowy Physeter macrocephalus VU
- Rodzina: Kogiidae (Kogiowate)
  - Rodzaj: Kogia (kogia)
    - Kogia krótkogłowa Kogia breviceps DD[17]

## Rząd:Carnivora(drapieżne)

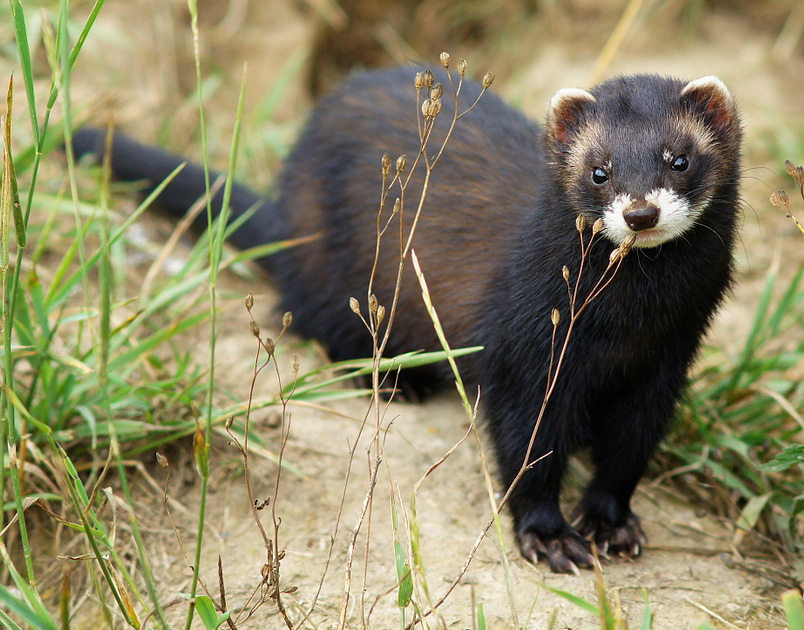
Tchórz zwyczajny

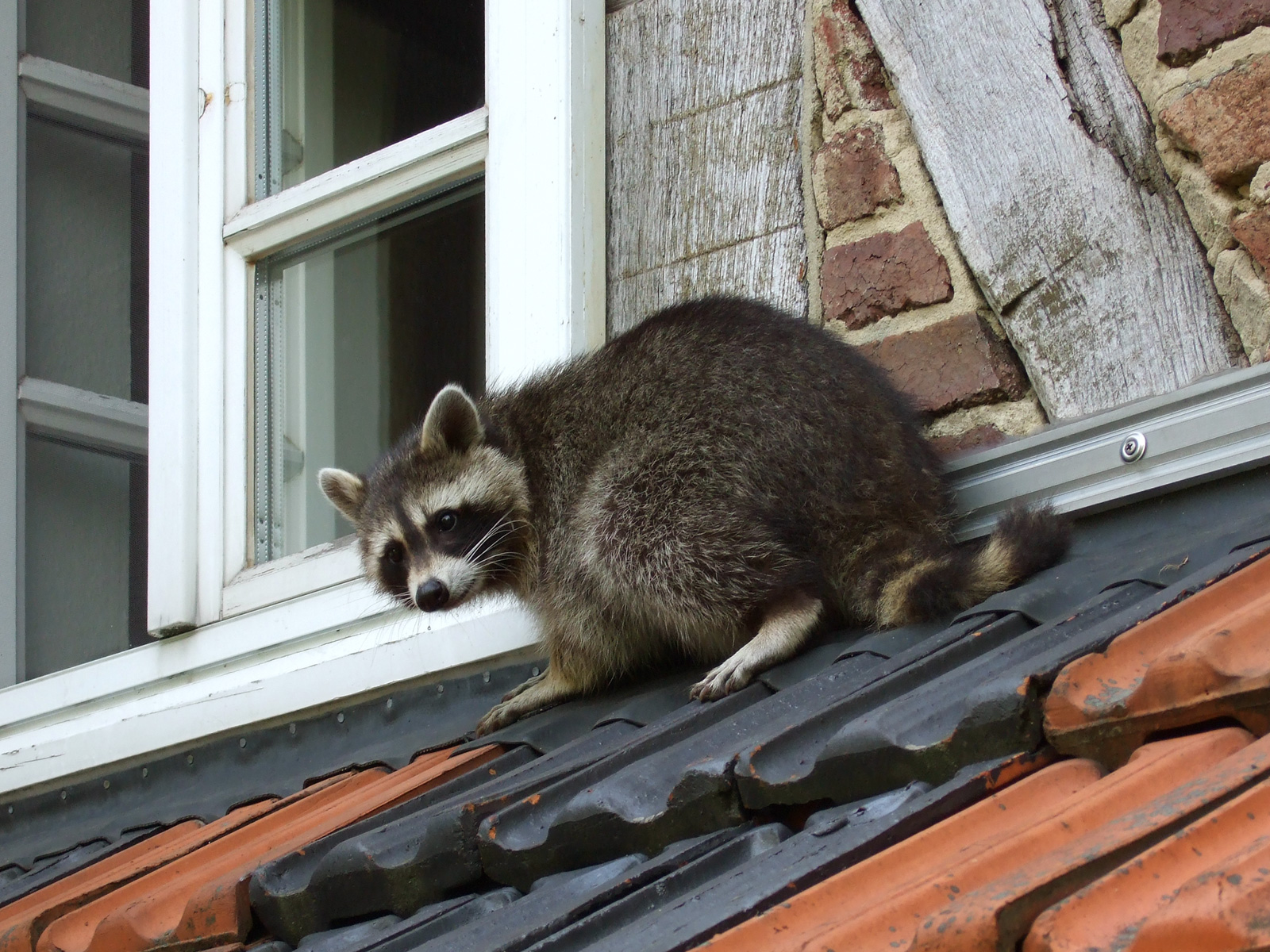
Szop pracz

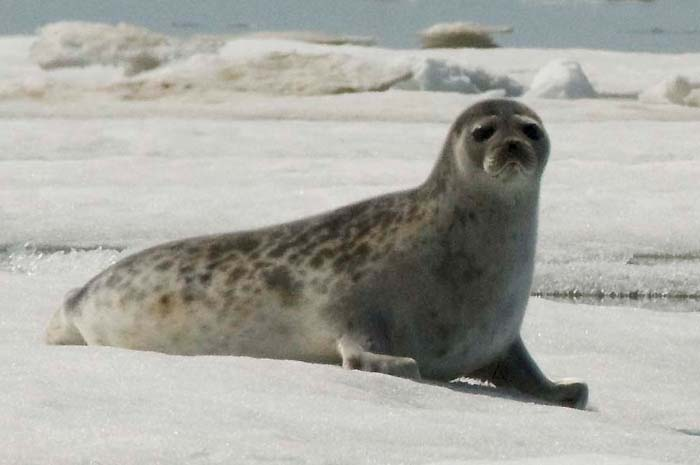
Nerpa obrączkowana

Istnieje ponad 260 gatunków drapieżnych, z których większość żywi się głównie mięsem. Posiadają charakterystyczny kształt czaszki i uzębienie.
- Podrząd: Feliformia (kotokształtne)
  - Rodzina: Felidae (kotowate)
    - Podrodzina: Felinae (koty)
      - Rodzaj: Felis (kot)
        - Żbik europejski Felis silvestris

      - Rodzaj: Lynx (ryś)
        - Ryś euroazjatycki Lynx lynx LC[18]
- Podrząd: Caniformia (psokształtne)
  - Rodzina: Canidae (psowate)
    - Rodzaj: Canis (wilk)
      - Wilk szary Canis lupus LC[19]
        - Podgatunek: Wilk europejski Canis lupus lupus LC

    - Rodzaj: Vulpes (lis)
      - Lis rudy Vulpes vulpes LC[20]

  - Rodzina: Ursidae (niedźwiedziowate)
    - Rodzaj: Ursus (niedźwiedź)
      - Niedźwiedź brunatny Ursus arctos LC[21]
        - Podgatunek: niedźwiedź brunatny zwyczajny Ursus arctos arctos LC

- Rodzina: Mustelidae (łasicowate)
  - Rodzaj: Martes (kuna)
    - Kuna domowa Martes foina LC[22]
    - Kuna leśna Martes martes LC[23]

  - Rodzaj: Mustela (łasica)
    - Norka europejska Mustela lutreola CR[24]
    - Gronostaj europejski Mustela erminea LC[25]
    - Łasica pospolita Mustela nivalis LC[26]
    - Tchórz zwyczajny Mustela putorius LC[27]

  - Rodzaj: Meles (borsuk)
    - Borsuk europejski Meles meles LC[28]

  - Rodzaj: Lutra (wydra)
    - Wydra europejska Lutra lutra NT[29]

- Rodzina: Phocidae (fokowate)
  -     - Rodzaj: Halichoerus (szarytka)
      - Szarytka morska Halichoerus grypus LC

    - Rodzaj: Phoca (foka)
      - Foka pospolita Phoca vitulina LC

    - Rodzaj: Pusa (nerpa)
      - Nerpa obrączkowana Pusa hispida LC

- Rodzina: Procyonidae (szopowate)
  -     - Rodzaj: Procyon (szop)
      - Szop pracz Procyon lotor ♣ LC

## Rząd:Perissodactyla(nieparzystokopytne)
- Rodzina: Equidae (koniowate)
  - Rodzaj: Equus (koń)
    - Tarpan Equus ferus ferus EX

## Rząd:Artiodactyla(parzystokopytne)
- Rodzina: Bovidae (wołowate)
  - Podrodzina: Caprinae (koziorożce)
- Rodzaj: Bison (bizon)
  - Żubr europejski Bison bonasus VU
- Rodzaj: Capra (koziorożec)

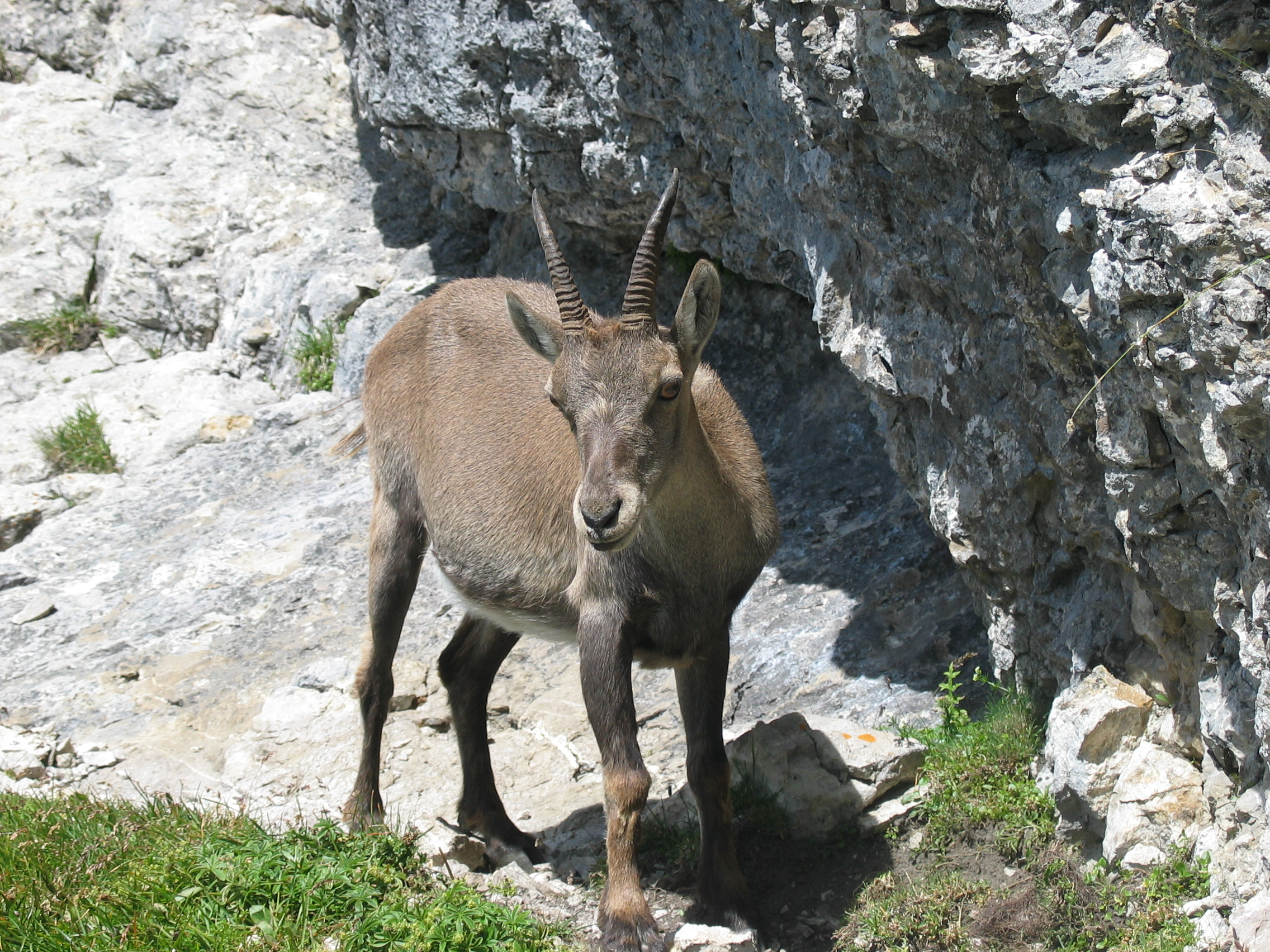
Koziorożec alpejski

  - Koziorożec alpejski Capra ibex LC
- Rodzaj: Rupicapra (kozica)
  - Kozica północna Rupicapra rupicapra LC
- Rodzina: Cervidae (jeleniowate)
  - Podrodzina: Cervinae (jelenie)
    - Rodzaj: Cervus (jeleń)
      - Jeleń szlachetny Cervus elaphus LC

    - Rodzaj: Dama (daniel)
      - Daniel zwyczajny Dama dama LC[30]

  - Podrodzina: Capreolinae (sarny)
    - Rodzaj: Capreolus (sarna)
      - Sarna europejska Capreolus capreolus LC[31]
- Rodzina: Suidae (świniowate)
  - Podrodzina: Suinae (świnie)
    - Rodzaj: Sus (świnia)
      - Dzik euroazjatycki Sus scrofa LC